# Popstars

Países donde se ha celebrado Popstars.

Popstars es un programa de telerrealidad que tiene su origen en Nueva Zelanda en 1999 y que se ha adaptado en gran parte del mundo formando grupos musicales de música pop.

## Precedente y comienzos del formato
Popstars fue un éxito allá donde se había transmitido en los diferentes países del mundo; su formato original proponía una realización de documental-novela. Aunque el primer ciclo de Popstars se realizó en Nueva Zelanda, una idea similar ya había nacido previamente en Japón. Allí, en 1997, en un programa televisivo de variedades, se organizó una multitudinaria convocatoria que dio como resultado la formación de un grupo de chicas, las Morning Musume, conformado por cinco miembros en la que la más joven tenía 13 años. El grupo nipón se mantuvo en el puesto número uno del ranking durante más de un año. 
El programa televisivo sirvió en 1999 como modelo en Nueva Zelanda para un programa semanal dedicado exclusivamente a documentar cada detalle del proceso de formación de una banda de chicas. Así se creó Popstars, el éxito que llegaría después a otros muchos países del mundo.

## Popstarsen Colombia
Integrado por Natalia Bedoya, Laura Mayolo, Carolina Gaitán, Isa Mosquera y Vanessa Noriega, el grupo femenino Escarcha nació del programa Popstars realizado por el Canal Caracol, en el cual se buscaban cinco jóvenes para integrar un grupo de pop, que después firmaría contrato con Sony Music. La audiencia promedio de este programa colombiano fue de 12,4 de cuota de pantalla.
El grupo dio su primer y único concierto el 19 de octubre de 2002, que fue transmitido por el Canal Caracol, y alcanzó un volumen de ventas de 20.000 copias de sus discos en su primer día y más de 70.000 en las tres primeras semanas en que salieron a la venta. Trabajaron con el respaldo de la cadena Caracol y de Sony. Grabaron dos CD, Escarcha en 2002 y Siempre hay algo más en 2003.
No fue un programa que haya trascendido, puesto que no se volvieron a realizar más ediciones.

## Popstarsen Argentina
Hubo dos temporadas, ambas bajo la producción del grupo RGB Entertainment, quien, dado el éxito comercial en Argentina, produjo las mismas versiones en Brasil. La producción ejecutiva en ambos países estuvo a cargo de Dario Turovelzky.
- Popstars: Tu show está por empezar

La primera temporada argentina, Popstars: Tu show está por empezar, se realizó en 2001 y fue emitida por Azul Televisión. Comenzando con miles de aspirantes, el objetivo era eliminar chicas participantes hasta quedar solo veinte de ellas. Luego, esas veinte chicas ingresaron a un taller donde aprendieron técnica vocal, danza, coreografías, etc.
Las que no superaban la prueba se marchaban, reduciendo el grupo a diez chicas. Estas formaron cinco grupos que debían cambiar el estilo, armar coreografías, interpretar y distribuir la letra de una canción escogida al azar en un tiempo límite de treinta minutos. Al final, las diez chicas fueron convocadas para una entrevista. Allí, acompañada de dos personas que haya elegido y frente al jurado, cada una era declarada apta o no para formar parte del grupo.
El programa de televisión no era un reality, sino más bien una especie de documental, conocido como docu-reality. Las cinco chicas seleccionadas debían convivir durante cinco meses en una casa adaptada con estudio de grabación y sala de ensayos para fortalecer lazos entre ellas. De este programa surgió el grupo Bandana, integrado por Lourdes Fernández, Lissa Vera, Valeria Gastaldi, Virginia da Cunha e Ivonne Guzmán. Se consagraron como una banda exitosa en Argentina al grabar un total de tres álbumes de estudio: Bandana en 2001, Noche en 2002 y Vivir intentando en 2003 como banda sonora de la película Vivir intentando. Además de editar un CD y DVD de su espectáculo de despedida, Hasta siempre.
- Popstars: Tu show

Dado al éxito que se había logrado tanto en la industria televisiva como en la musical de la primera temporada, se decidió realizar una segunda edición de este programa. Popstars: Tu show se produjo en 2002 y se emitió por Telefe.
La convocatoria para esta emisión era exclusivamente para varones, donde al cabo de tres meses nacería un nuevo grupo de pop masculino llamado Mambrú. La convocatoria se realizó para el 15 de junio de 2002 en el Club Hípico Argentino. Asistieron 4.000 jóvenes. Debutó el 3 de julio de 2002, en la franja de las 21:00 horas, por el canal Telefé, donde también se marcó el regreso a la televisión de la modelo Dolores Barreiro, quien tenía como encargo conducir Popstars en Disney Channel, presentado en la versión anterior por Verónica Lozano, y que mostraba el material que no tenía cabida en la emisión de Telefé.
El comienzo de Popstars 2 se producía justo cuando Bandana, la exitosa banda femenina de pop surgida de la emisión anterior, estaba presentando su segundo disco, Noche, sólo seis meses después de su CD debut Bandana.
En octubre de 2002, los seleccionados fueron: Pablo Silberberg, Emmanuel Ntaka, Germán Tripel, Gerónimo Rauch y Milton Amadeo. Este último abandonaría el grupo tras haberse lanzado y promocionado el primer álbum de la banda, Mambrú. La discografía se completaría con Creciendo y 3.

## Popstarsen Brasil
En este país también hubo dos ediciones, una femenina y una masculina. Ambas producidas por RGB Entertainment, que anteriormente ya había conquistado el éxito en Argentina formando Bandana y Mambrú.

### Primera edición
El grupo femenino resultante de la primera temporada de Popstars fue Rouge, integrado por Aline Wirley, Fantine Thó, Karin Hils, Li Martins y Lu Andrade. Al igual que en Argentina, se hizo una convocatoria en un estadio donde se fueron seleccionando participantes hasta formar cuatro grupos de cinco chicas, del cual se eliminarían hasta llegar a la selección final de cinco.
Dado al éxito argentino de Bandana en todo el continente (excepto en Brasil, donde el grupo no pudo superar la barrera del idioma portugués) , las Rouge hicieron su propia versión de una de sus canciones para su segundo disco: "Llega la noche" se tituló en portugués "Quando chega a noite". Esta no fue la única versión que hicieron. La mayoría de las canciones de su primer disco fueron versiones en portugués de otros artistas no tan conocidos en Brasil. La más exitosa fue "Ragatanga", que era una versión de la popular canción española "Aserejé".
En cuatro años como grupo, Rouge llegó a vender más de seis millones de copias de sus discos y se convirtió en el grupo femenino de más éxito en Brasil. Sacaron cinco álbumes, siendo três de ellos de estudio: Rouge (2002), C'est la vie (2003), Blá blá blá (2004) , Mil e uma noites (2005) y las compillaciones Rouge Remixes (2002) y  Mil e Uma Noites (2005). Las chicas se separaron en enero de 2006 y es lo grupo de mayor éxito de todos las versiones de Popstars del mundo.

### Segunda edición
La segunda temporada del programa tuvo como destino la selección de los concursantes masculinos. Al igual que en Argentina, no fue tan exitosa como su contraparte femenina. El grupo resultante, Br'oz (André Marinho, Filipe Duarte, Jhean Marcell, Matheus Herriez y Oscar Tintel), grabó dos discos —Br'oz (2003) y Segundo ato (2004)—, y su sonido fue más volcado hacia el rock hispano, haciendo versiones también de canciones del rock argentino "matador".

## Popstarsen México
En la única edición que Televisa lanzó de Popstars en 2002, nació el grupo pop mexicano T' de Tila, quien al mes de su nacimiento desapareció. Televisa no dijo nada al respecto. El conjunto de las cinco ganadoras la componían María León (Mary Betty), Christian Mirelle (Christian), Lorena Fajardo (Lorena), Ana Brenda Contreras (Ana Brenda) y Nancy Islas (Nancy).
Solo lanzaron un único álbum, el 13 de octubre de 2002, titulado simplemente T' de Tila, de donde se desprendieron sus éxitos más conocidos, "Dejarte ir", "Tomate" y "Aquí estoy". Las canciones del disco fueron compuestas por el compositor Áureo Baqueiro, Aleks Syntek, Mario Domm, Gabriel Esle y Cynthia Bagué, entre otros compositores.
Las chicas, al finalizar el programa Popstars, ofrecieron un único gran concierto, que fue transmitido por Televisa, donde las chicas interpretaron la mayoría de las canciones del álbum.
Después de este concierto grabaron el vídeo del sencillo "Dejarte ir", el cual fue el único vídeo de este grupo y en donde se le pudo ver unido por última vez. Después de la grabación del vídeo, y por falta de promoción y mala prensa, desapareció de la escena musical, se recuerda, al mes de su creación.
El destino era variado para las integrantes de la banda. Se rumoreaba que Christian Mirelle estaba en Estados Unidos siguiendo con su carrera de cantante local. María León permanecía en la escena musical, pero ahora como vocalista en el grupo Playa Limbo. Ana Brenda Contreras había dejado a un lado su carrera de cantante para entrar a estudiar actuación en el CEA de Televisa y seguir la carrera como actriz en telenovelas como Corazón indomable y Lo imperdonable. Lorena Fajardo se convirtió en Lorena König Fajardo al casarse con un joven sueco e irse a vivir a Suecia para proseguir con su carrera musical. Y de Nancy Islas no se supo casi nada después, con el rumor de que, tras la desintegración de T' de Tila, se haya ido a Estados Unidos para intentar seguir con su carrera de cantante.

## Popstarsen Ecuador
Popstars fue transmitido en Ecuador por Teleamazonas TeVe (hoy Teleamazonas) en 2003, que tuvo como juez principal y animadora a la popular María Mercedes Cuesta, además de contar también con el tenor Juan Borja y el productor musical Claudio Durán.
El programa fue un éxito total en Ecuador: las audiciones se realizaron en las principales ciudades del país (Quito, Guayaquil, Cuenca y Manta) con cientos de chicas asistentes.
Popstars Ecuador constó de un total de dos temporadas.

### Primera temporada
En la primera se formó un quinteto enteramente de chicas llamado Kiruba, que se convirtió en un verdadero éxito musical, consiguiendo doble disco de platino y miles de dólares en conciertos, uso de su imagen para prestigiosas marcas (Wellapon de Wella, Lee jeans, BellSouth) e incluso su propia línea de ropa. Las integrantes fueron María José Blum, Mariela Nazareno, Diana Rueda, Cecilia Calle y Gabriela Villalba. "Me pierdo" fue uno de sus sencillos promocionales más exitosos. Posteriormente se separaron en 2004, para reunirse cuatro de ellas de nuevo como Hada 4 en 2008. 13 años después de su separación, el grupo regresó a los escenarios en 2017 con sus 5 integrantes originales. La agrupación dio su primer concierto el 25 de abril de 2003 en el Coliseo General Rumiñahui de Quito y alcanzó un volumen de ventas de 20.000 copias de sus discos en su primer día y más de 70.000 en las tres primeras semanas en que salieron a la venta. Trabajaron con el respaldo de Teleamazonas TeVe (hoy Teleamazonas) y el sello MTM. Grabaron dos únicos CD: Kiruba en 2003 y Baila la luna en 2004.

### Segunda temporada
La segunda temporada de este programa fue transmitida por Teleamazonas TeVe (hoy Teleamazonas) en 2004, con motivo de la celebración de su 30.º aniversario. Llegó un poco menos arrasadora que la primera. En esta ocasión el jurado debía conformar un grupo mixto de cinco integrantes. El resultado final fue La Coba (tres chicos: Mauro de la Cueva, Álex España y Alberto Bustamante; y dos chicas: Karina Pozo y Rossy Soto), que al contrario de sus predecesoras, no lograron el éxito entre el público y se disolvieron a finales de 2004, no sin antes grabar diez canciones para un solo CD.
Entre las mejores voces del programa estuvo la del finalista del concurso de canto Revelación 2004, William López, siendo elegido como una de las mejores voces del programa.

## Popstarsen España
Emitido por Telecinco con el nombre de Popstars: todo por un sueño, el programa, dirigido por Hugo Stuven, se estrenó el 10 de julio de 2002. Fue presentado por Jesús Vázquez para las galas semanales y Elia Galera para los resúmenes diarios. El jurado del programa estuvo formado por tres miembros: Michele McCain, Dr. Flo y Lucas Holten.
En un primer momento se seleccionaron de las audiciones un total de treinta chicas que convivieron durante unos quince días en un hotel mientras se mostraban resúmenes de sus actividades diarias. En la Gala 0 se presentaron las treinta concursantes oficialmente ante el público y cantaron juntas la canción que daba título al programa. Esa misma noche fueron expulsadas diez de ellas.
En las sucesivas galas, las veinte chicas restantes se formaron en grupos para representar en cada programa una canción. Estaban en un taller con cámaras donde recibían formación musical, mientras se podía observar sus progresos y evoluciones. El jurado decidía qué cuatro chicas eran las nominadas expuestas al público, pero los votos de la audiencia salvaban a dos de ellas. En la recta final cambiaba un poco la dinámica. El jurado nominaba a tres chicas, las antiguas concursantes tenían que salvar a una y quedar dos nominadas para la elección de los votos de la audiencia que salvaba a una, hasta conseguir cinco chicas con cualidades musicales y de baile aptas para integrar un grupo.
La gala final se produjo el 3 de octubre de 2002. Las ganadoras Carmen Miriam, Elisabeth Jordán, Davinia Arquero, Marta Mansilla y Norma Álvarez formaron el grupo Bellepop.

## Popstarsen el mundo

### Australia: Bardot y Scandal'us
Bardot fue el grupo integrado por cinco chicas que surgió de la primera emisión de Popstars en Australia. Con su primer sencillo, "Poison" (incluido en su álbum Bardot), Sophie Monk, Tiffani Wood, Sally Polihronas, Katie Underwood y Belinda Chapple entraron al top 200 británico en el puesto número 45. Fue una de las entradas más altas de esa semana en una de las listas más exigentes del mundo.
A bordo de Scandal'us, Daniela Scala, Anna Belperio, Tamara Jaber, Jason Bird y Simon Ditcham terminaron con el mito de que segundas partes nunca eran mejores que las primeras y batieron el récord que ostentaban sus "hermanas mayores" las Bardot. El grupo que nació con la segunda edición de Popstars Australia entró en la lista australiana directamente en el primer puesto con el sencillo "Me Myself and I", extraído de su álbum Startin' Somethin'. En mayo de 2001, y con más de 72.000 copias vendidas, la placa debut de Scandal'us se convirtió en disco de platino.

### Reino Unido: Hear'Say
"Nunca me pasó nada como esto, nunca me eligieron para nada... esto es como un sueño que se hace realidad, y voy dar lo mejor de mí...". Con esas palabras publicadas en el libro The Making of Hear'Say, la cantante Kym contó cómo fue la formación de la banda popstar británica Hear'Say. Kimberley Marsh fue junto a Noel Sullivan, Danny Foster, Suzanne Shaw y Myleene Klass los cinco concursantes que en trece semanas trabajaron para demostrar que podían convertirse en estrellas del pop.
"Pure and Simple", el primer sencillo de la banda, alcanzó en la primera semana de ventas la cantidad de 600 mil copias, cifra solo superada por "Candle in the Wind" de Elton John, pero que sacó del primer puesto del Radio One Chart Show al hasta ese momento imbatible "Uptown Girl" de Westlife.

### Italia: Lollipop
Lollipop agrupaba a cinco jóvenes italianas: Dominique Fidanza, Marcella Ovani, Marta Falcone, Roberta Ruiu y Veronica Rubino. Tenían entre 19 y 25 años y fueron elegidas entre otras 6000 chicas de ocho ciudades de la península itálica. Su primer sencillo "Down down down" no hizo honor a su título y subió en las listas hasta convertirse en disco de platino en pocas semanas.

### Alemania: No Angels
Cuando participó de Mini Stars, un show de la emisora germana RTL, Jessica Wahls estaba lejos de imaginar que sería otro programa de ese mismo canal que la convertiría en una estrella casi veinte años después. No Angels fue el nombre que eligió junto a Nadja Benaissa, Sandy Mölling, Lucy Diakovska y Vanessa Petruo para identificar a la banda que las catapultaría al éxito en pocas semanas. Presentaron su primer álbum, Elle'ments, en 2001.

### Estados Unidos: Eden's Crush
Para Eden's Crush las fronteras se borraron de a poco. Luego de asistir al popular The Tonight Show conducido por Jay Leno, Ana Maria Lombo, Ivette Sosa, Maile Misajon, Nicole Scherzinger y Rosanna Tavarez salieron de su país de origen, Estados Unidos, desembarcando en suelo canadiense con su tema "Get over Yourself" y treparon hasta los primeros puestos de las listas. Alcanzaron la cumbre de su popularidad en el invierno boreal, cuando salieron de gira con nada menos que los NSYNC.

### Canadá: Sugar Jones
La fuerte presencia de los artistas estadounidenses en los rankings canadienses no fue un obstáculo en la carrera de Mirella dell'Aquila, Julie Crochetière, Sahara MacDonald, Andrea Henry y Maiko Watson, la banda popstar made in Canada, que bajo el nombre de Sugar Jones editaron su exitoso sencillo "Days Like That". Sonó en todas las radios del país del que habían salido figuras pop de la talla de Bryan Adams y Céline Dion.

## Tabla dePopstarsen el mundo
| País           | Título local | Canal de TV                                    | Grupos ganadores | Presentadores |
| -------------- | --- | ---------------------------------------------- | --- | --- |
| Alemania       | Popstars | RTL II (1.ª-2.ª, 11.ª) ProSieben (3.ª-10.ª)    | 1.ª edición, 2000: No Angels 2.ª edición, 2001: Bro'Sis 3.ª edición, 2003: Overground (chicos), Preluders (chicas) 4.ª edición, 2004: Nu Pagadi 5.ª edición, 2006: Monrose 6.ª edición, 2007: Room2012 7.ª edición, 2008: Queensberry 8.ª edición, 2009: Some & Any 9.ª edición, 2010: LaViVe 10.ª edición, 2012: Melouria 11.ª edición, 2015: Leandah | Arabella Kiesbauer (3.ª) Oliver Pocher (4.ª) Barbara Schöneberger (4.ª) Oliver Petszokat (5.ª-7.ª) Charlotte Engelhardt (7.ª-9.ª) Giovanni Zarrella (8.ª) Nela Panghy-Lee (10.ª) Collien Fernandes (11.ª) |
| Argentina      | Popstars: Tu Show está por Empezar Web Oficial en Azul TV Web Oficial en Telefe | Azul TV (1.ª) DirecTV (24H) (1.ª) Telefe (2.ª) | 1.ª Edición, 2001: Bandana (Mujeres) 2.ª Edición, 2002: Mambrú (Hombres) | |
| Australia      | Popstars Web Oficial | Network Ten                                    | 1.ª Edición, 2000: Bardot 2.ª Edición, 2001: Scandal'us 3.ª Edición, 2003: Scott Cain | |
| Australia      | Popstars Live Web Oficial | Network Ten                                    | 4.ª Edición, 2004: Kayne Taylor | |
| Austria        | Popstars: Mission Österreich Web Oficial | PULS 4                                         | 1.ª Edición, 2011: Kilmokit (Hombres) & BFF (Mujeres) | |
| Bélgica        | Popstars | VT4                                            | 1.ª Edición, 2001: Vanda Vanda | |
| Brasil         | Popstars Web Oficial | SBT Disney Channel (1.ª)                       | 1.ª Edición, 2002: Rouge 2.ª Edición, 2003: Br'Oz | |
| Canadá         | Popstars Web Oficial | CTV (1.ª) Global TV (2.ª-3.ª)                  | 1.ª Edición, 2001: Sugar Jones 2.ª Edición, 2002: Velvet Empire 3.ª Edición, 2003: Christa Borden | |
| Colombia       | Popstars Web Oficial | Canal Caracol                                  | 1.ª Edición, 2002: Escarcha | |
| Dinamarca      | Popstars Web Oficial en TV2 Web Oficial en Kanal 5 | TV2 (1.ª-4.ª) Kanal 5 (5.ª) NuTV (24H) (5.ª)   | 1.ª Edición, 2001: Eye Q 2.ª Edición, 2002: Jon Nørgaard 3.ª Edición, 2003: Fu:El 4.ª Edición, 2003: María Lucía Rosenberg 5.ª Edición, 2014: EyeQ | |
| Ecuador        | Popstars | Teleamazonas                                   | 1.ª Edición, 2003: Kiruba 2.ª Edición, 2004: La Coba | |
| Eslovaquia     | Coca-Cola Popstar | Markíza                                        | 1.ª Edición, 2002: Seven Days to Winter 2.ª Edición, 2002: Misha 3.ª Edición, 2003: Zuzana Smatanová 4.ª Edición, 2004: Vetroplach 5.ª Edición, 2005: Bystrík 6.ª Edición, 2006: Ivo Bič 7.ª Edición, 2007: Peoples 8.ª Edición, 2008: Mária Čírová | |
| Eslovenia      | Popstars | Kanal A                                        | 1.ª Edición, 2002: Bepop 2.ª Edición, 2003: Unique | |
| España         | Popstars: Todo por un Sueño Web Oficial | TeleCinco                                      | 1.ª Edición, 2002: Bellepop | Jesús Vázquez (1.ª) |
| Estados Unidos | Popstars USA Web Oficial | The WB                                         | 1.ª Edición, 2001: Eden's Crush 2.ª Edición, 2001: Scene 23 | |
| Finlandia      | Popstars Web Oficial | MTV3                                           | 1.ª Edición, 2002: Gimmel 2.ª Edición, 2004: Jane (Mujeres) & Indx (Hombres) | |
| Francia        | Popstars Web Oficial Archivado el 11 de noviembre de 2008 en Wayback Machine. | M6 (1.ª-4.ª) D8 (5.ª)                          | 1.ª Edición, 2001: L5 2.ª Edición, 2002: What For! 3.ª Edición, 2003: Link Up (Hombres) & Diadems (Mujeres) 4.ª Edición, 2007: Sheryfa Luna 5.ª Edición, 2013: The Mess | |
| Grecia         | Popstars Web Oficial | Mega Channel                                   | 1.ª Edición, 2003: Hi-5 | |
| Holanda        | Popstars Web Oficial (enlace roto disponible en Internet Archive; véase el historial, la primera versión y la última).                                                                  | RTL 4 (1.ª) SBS 6 (2.ª-4.ª)                    | 1.ª Edición, 2004: Men2b (Hombres) & Raffish (Mujeres) 2.ª Edición, 2008: RED! 3.ª Edición, 2009-2010: Wesley Klein 4.ª Edición, 2010-2011: Dean Saunders | Beau van Erven Dorens (1.ª) Nance Coolen (2.ª-4.ª) Gerard Joling (2.ª-4.ª) |
| Hungría        | Popsztárok | TV2                                            | 1.ª Edición, 2002: Sugar & Spice | |
| India          | Coke [V] Popstars Web Oficial | Channel V                                      | 1.ª Edición, 2002: Viva! 2.ª Edición, 2003: Aasma | |
| Indonesia      | Popstars Indonesia | Trans TV                                       | 1.ª Edición, 2003: Sparx | |
| Irlanda        | Irish Popstars | RTÉ One                                        | 1.ª Edición, 2002: Six | |
| Italia         | Popstars | Italia 1                                       | 1.ª Edición, 2001: Lollipop | Daniele Bossari (1.ª) |
| Italia         | Superstar Tour | Italia 1                                       | 2.ª Edición, 2003: Lucky Star | Daniele Bossari (1.ª) |
| Kenia          | Coca-Cola Popstars |                                                | 1.ª Edición, 2004: Sema | |
| Malasia        | Popstars | NTV7                                           | 1.ª Edición, 2003: By'U | |
| México         | Popstars | Televisa                                       | 1.ª Edición, 2002: T' de Tila | |
| Noruega        | Popstars | TV3                                            | 1.ª Edición, 2001: Cape | |
| Nueva Zelanda  | Popstars | TV2                                            | 1.ª Edición, 1999: True Bliss 2.ª Edición, 2001: Aaria | |
| Portugal       | Popstars | SIC                                            | 1.ª Edición, 2001: Nonstop | |
| Reino Unido    | Popstars Web Oficial | ITV                                            | 1.ª Edición, 2001: Hear’say 2.ª Edición, 2002: One True Voice (Hombres) & Girls Aloud (Mujeres) | |
| Rumanía        | Popstars | Pro TV                                         | 1.ª Edición, 2003: Cocktail | |
| Rusia          | Стань Звездой Web Oficial | Rossiya 1                                      | 1.ª Edición, 2002: Drugie Pravila | |
| Sudáfrica      | Popstars Web Oficial Archivado el 24 de marzo de 2006 en Wayback Machine. Web Oficial (enlace roto disponible en Internet Archive; véase el historial, la primera versión y la última). | SABC1 (1.ª-2.ª) e.tv (3.ª)                     | 1.ª Edición, 2002: 101 2.ª Edición, 2004: Jamali 3.ª Edición, 2010: Nne Vida | |
| Suecia         | Popstars | Kanal 5                                        | 1.ª Edición, 2001: Excellence 2.ª Edición, 2002: Supernatural 3.ª Edición, 2003: Johannes Kotschy | |
| Suiza          | Popstars | TV3                                            | 1.ª Edición, 2001: Tears | |
| Tanzania       | Coca-Cola Popstars |                                                | 1.ª Edición, 2004: Wakilisha | |
| Turquía        | Popstar Web Oficial | Kanal D (1.ª) Show TV (2.ª)                    | 1.ª Edición, 2003: Adibin 2.ª Edición, 2004: Selcu Demirelli | |
| Ucrania        | Суперзірка | 1+1                                            | 1.ª Edición, 2010: Viktoriya Korzheniuk | |
| Uganda         | Coca-Cola Popstars |                                                | 1.ª Edición, 2004: Blu3 | |

- Nota: Las páginas no activas se pueden visualizar a través de la web de Wayback Machine.

     País que actualmente está emitiendo Popstars.
     País que planea emitir una nueva edición de Popstars.
     País que está negociando con la productora emitir una nueva edición de Popstars, aunque no sea oficial aún de que se llegue a emitir.
     País que no planea emitir una nueva edición de Popstars.